# Fernando Santos Martins
Fernando Augusto dos Santos Martins (Leiria, Leiria, 1930 — Lisboa, 15 de novembro de 2006) foi um engenheiro e político português. Ocupou diversos cargos em governos portugueses.

## Biografia
Era licenciado em Engenharia Mecânica pelo Instituto Superior Técnico e em Economia pelo Instituto Superior de Ciências Económicas e Financeiras, atual ISEG, ambos da Universidade Técnica de Lisboa. Entre 1955 e 1957 obteve uma especialização em Engenharia Industrial, na Alemanha. Foi administrador de diversas empresas na área industrial, como a Setenave, a Cometna, a Sorefame e a Siderurgia Nacional. Na TAP, Santos Martins assumiu a presidência em dois períodos distintos, de 1980 a 1981 e, novamente, entre 1992 e 1996. Exerceu ainda as funções de embaixador de Portugal junto da OCDE, em Paris.

## Funções governamentais exercidas
- III Governo Constitucional
  - Ministro da Indústria e Tecnologia
- X Governo Constitucional
  - Ministro da Indústria e Comércio